# Folsom-Kultur

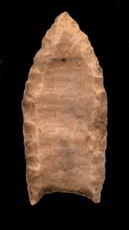
Folsom point – eine charakteristische Projektilspitze der Folsom-Kultur

Die Folsom-Kultur, benannt nach dem ersten Fundort, Folsom in New Mexico, ist eine frühe prähistorische Kultur der paläoindianischen Periode in Nordamerika. Ihre Verbreitung reichte vom heutigen nördlichen Mexiko über den Südwesten der Vereinigten Staaten, die Great Plains, sowie östlich des Mississippi Rivers im heutigen Missouri und Illinois bis zu den Großen Seen. Die größte Dichte an Funden liegt aus der High Prairie vor, den Hochland-Prärien östlich der Rocky Mountains. Die Folsom-Kultur wird mit Hilfe von 14C-Daten auf 10.800–10.150 Before Present datiert (~8800–8200 v. Chr.) und folgte auf die vorausgegangene Clovis-Kultur. Nach dem Ende der Folsom-Kultur folgten regional zersplitterte kulturelle Entwicklungen bis zum auf 8000 v. Chr. datierten Beginn der Archaischen Periode.
Die charakteristischen Artefakte der Folsom-Kultur sind die flachen Projektilspitzen aus Feuerstein und anderen Hornsteinen, die beidseitig zu Klingen geschlagen wurden und sowohl lange, wie breite Flächenretuschen aufweisen. Daneben nutzten die Menschen Abschläge als Klingen, diverse Schaber, Nadeln und Ahlen. Typische Fundstätten sind Jagdplätze (engl.: Kill sites) und Abbaustellen von hochwertigen Steinwerkstoffen.

## Lebensweise
Nach dem Aussterben der noch eiszeitlich beeinflussten Megafauna in Nordamerika, das in die Zeit der Clovis-Kultur fällt, wurden Bisons das wichtigste Großwild, von dem die als Jäger und Sammler in Kleingruppen und Familienverbänden durch Nordamerika streifenden Menschen lebten, und dessen Fell, Leder, Sehnen, Knochen und Haare ihnen Material für Kleidung und Werkzeuge lieferte. Daneben stand die Jagd auf kleineres Wild wie Weißwedelhirsch, Gabelbock, Dickhornschaf und Kleintiere wie Kaninchen, aber auch Reptilien und Vögel, sowie das Sammeln von Früchten und Samen wildwachsender Pflanzen. Die Menschen legten beträchtliche Entfernungen zurück – viele Steinwerkzeuge wurden 200–400 km von den Steinbrüchen entfernt gefunden, aus denen das Material stammte.
Aus der Folsom-Kultur stammen einige der ältesten Funde von Ritus und Kunst in Nordamerika. Die Menschen verwendeten roten Ocker aus gemahlenem Hämatit, um den Boden einer vermuteten Rundhütte zu bestreuen. Aus dem gleichen Material besteht eine Zickzack-Linie, die auf einen Bison-Schädel aufgemalt gefunden wurde.

## Entdeckung
Die Erforschung der Besiedlung Amerikas begann mit dem Fund der Folsom-Kultur. 1908 entdeckte ein schwarzer Cowboy namens George McJunkin beim heutigen Folsom in New Mexico Bisonknochen, in denen noch steinerne Projektilspitzen steckten. Der Fundort wurde erst 1925 dem Colorado Museum of Natural History gemeldet, 1926/1927 wurde er durch den Direktor des Museums, J. D. Figgins, sowie zu Rate gezogene externe Paläontologen, darunter Barnum Brown und Alfred Kidder, untersucht. Sie stellten fest, dass die Knochen zu einer Bisonart gehörten, die schon vor über zehntausend Jahren zusammen mit den Gletschern verschwunden war. Daraus entwickelte sich die bis heute führende Lehrmeinung von der Besiedelung Nordamerikas am Ende der letzten Eiszeit über die damals noch bestehende Landbrücke Beringia zwischen Sibirien und Alaska. Sie wurde durch spätere Funde präzisiert und mit Hilfe der 14C-Methode datiert.
Weitere wichtige Fundorte der Folsom-Kultur sind Lindenmeier Site in Nord-Colorado (Ausgrabung ab 1935, publiziert erst in den 1970er Jahren) und Hanson, Wyoming (publiziert ab 1980), die nicht nur Jagdorte, sondern auch Wohnplätze waren. Im Oklahoma Panhandle wurden an einem Jagdplatz in Coopers Site ein rund 10.500 Jahre alter bemalter Bisonschädel gefunden, der als das älteste bemalte Objekt in Nordamerika gilt.